# Gymnadenia frivaldii
Gymnadenia frivaldii är en orkidéart som beskrevs av Georg Ernst Ludwig Hampe och August Heinrich Rudolf Grisebach.
Gymnadenia frivaldii ingår i släktet brudsporrar och familjen orkidéer. IUCN kategoriserar arten globalt som livskraftig. Inga underarter finns listade i Catalogue of Life.